# Manquillos

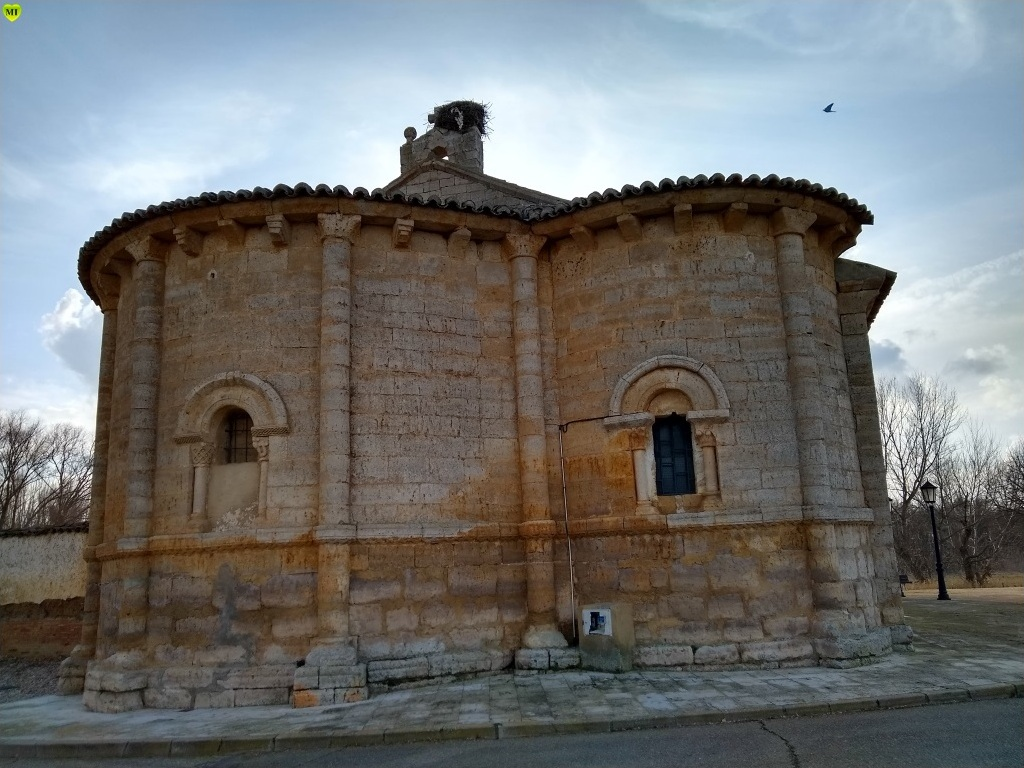
Detalle de los ábsides de la iglesia parroquial

Manquillos es una localidad y municipio de la comarca de Tierra de Campos a su paso por la Provincia de Palencia, en la comunidad autónoma de Castilla y León, España. Su formidable vegetación en torno al río Carrión lo convierten en un oasis dentro de la comarca cuyo paisaje es predominantemente amarillo y seco debido al cultivo de trigo y cebada.

## Geografía
Su término municipal confina con los de San Cebrián de Campos por el este y el sureste, Perales al sur y al oeste, Paredes de Nava al oeste y Villoldo al norte.

## Historia

### SigloXIX
Así se describe a Manquillos en la página 180 del tomo XI del Diccionario geográfico-estadístico-histórico de España y sus posesiones de Ultramar, obra impulsada por Pascual Madoz a mediados del siglo XIX:

MANQUILLOS

Villa con ayuntamiento en la provincia, diócesis y partido judicial de Palencia (4 leguas), audiencia territorial y capitanía general de Valladolid.
Situada en una extensa llanura a la margen izquierda del río Carrión y combatida por todos los vientos; el clima es frío y algo húmedo pero sano.
Tiene 58 casas de mediana construcción, formando 2 calles denominadas Mayor y Menor; la casa consistorial que es la más próxima al río es muy sólida y ha resistido las grandes avenidas de este sin quebranto; hay escuela de ambos sexos a la que concurren 16 niños y 5 niñas y su maestro tiene por ser tal, de dotación, 8 cargas de trigo, pagadas de propios y una cántara de vino que dan por cada alumno los padres de estos; al S de la villa se halla la iglesia parroquial y junto a esta la ermita de San Clemente y entre las dos la casa rectoral; es tradición que la primera fue convento de Templarios; su advocación es la Asunción y está servida por un cura propio y un sacristán.
Confina el término por N con el de Villoldo; E con los de Lomas y San Cebrián de Campos; S Villafruela, y O Perales y sus montes.
El terreno es llano, y en su mayor parte fertilísimo; se pueden hacer dos divisiones de él: la vega y el páramo, que se une con el confín del N; en la primera produce cada obrada de 16 a 20 fanegas de trigo, y en el segundo de 6 a 8; tiene reducidas a cultivo 2.500 obradas y 120 aranzadas de viña; hay algunos parajes en la vega que por su mucha humedad no son a propósito para la siembra de cereales, pero en cambio producen muchos y exquisitos pastos.
El río Carrión riega su campo y pasa contra la población por el O corriendo de N a S a incorporarse a distancia de una legua con el Canal de Castilla, para seguir su curso en dirección de Rivas, Monzón de Campos y Usillos, hasta incorporarse al Pisuerga; el arroyo Gerea entra por el N en la villa y se une a poca distancia en el anterior; sus avenidas son más temibles de los vecinos de Manquillos que las del Carrión, porque este tiene un álveo insignificante.
Los caminos son de pueblo a pueblo y en mediano estado.
La correspondencia la conduce el corresponsal de San Cebrián de Campos por 2 fanegas de trigo al año.
Producciones: trigo, cebada, centeno, avena, vino y legumbres para el consumo del pueblo; se cría ganado lanar, vacuno, mular y asnal, aunque de los últimos en corto número; hay caza de liebres y perdices; pesca de barbos y tencas.
Industria: la agrícola, un tejedor de lienzo del país y la construcción de objetos de mimbres a que se dedican algunos jornaleros.
Comercio: la exportación de los cereales sobrantes y de cestas y canastas e importación de bacalao, aceite y arroz.
Población: 55 vecinos (a pesar que en los datos oficiales solo aparecen 30), 286 almas.

Capital productivo: 78.733 reales. Imponible: 20.900. El presupuesto municipal asciende a 900 reales y se cubre con el producto de las fincas de propios, que consisten en una pradera para pastos con unos 30 pinos y 100 obradas de tierra.

## Geografía humana

### Demografía
Cuenta con una población de 58 habitantes (INE 2024).

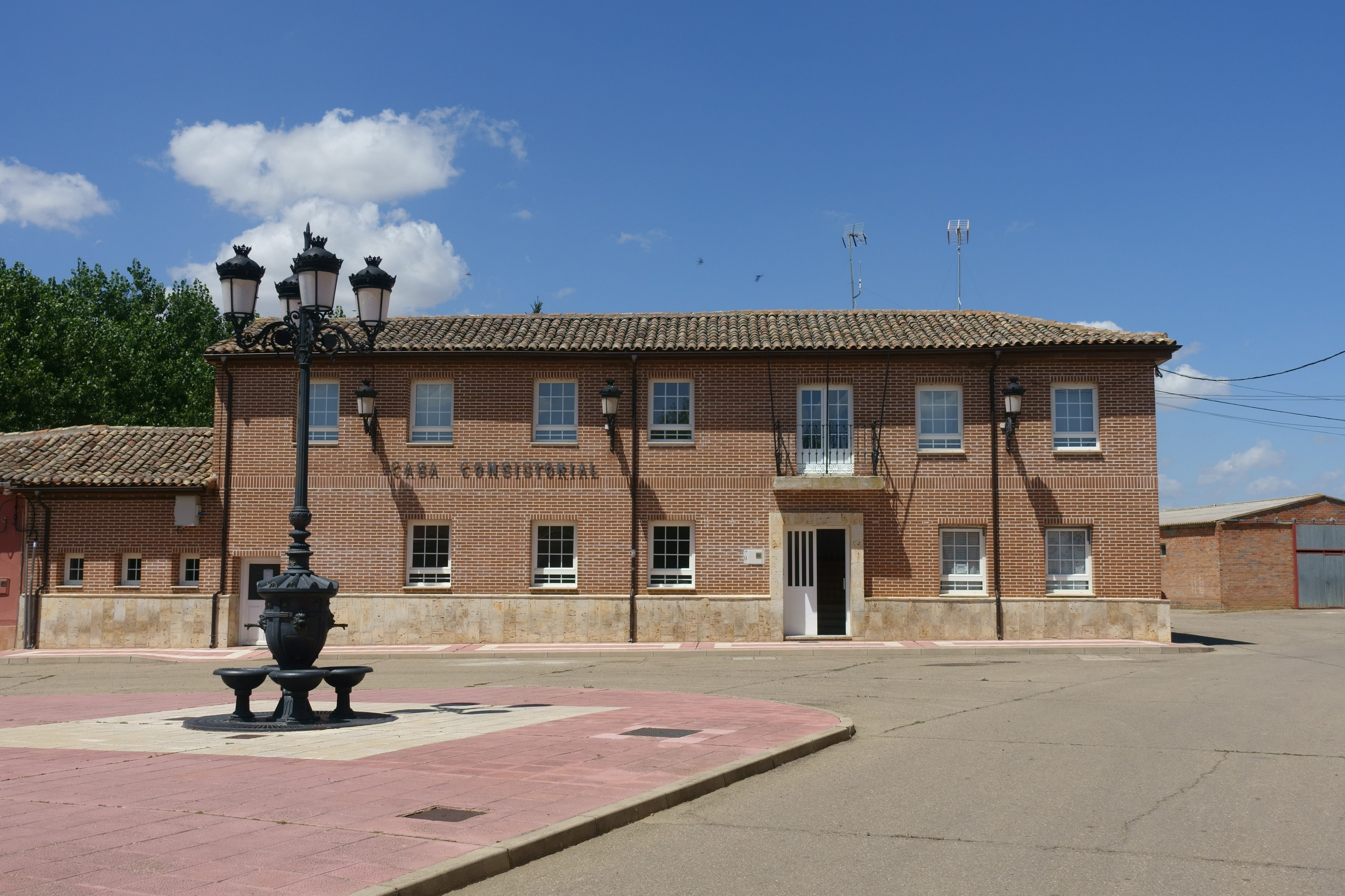
Casa consistorial

| Gráfica de evolución demográfica de Manquillos entre 1842 y 2021                                                      |
| |
| Población de derecho según los censos de población del INE. Población de hecho según los censos de población del INE. |

| 1900 | 1910 | 1920 | 1930 | 1940 | 1950 | 1960 | 1970 | 1981 | 1991 | 2011 | 2019 |
| 265  | 260  | 200  | 210  | 184  | 187  | 160  | 122  | 81   | 71   | 68   |      |

### Comunicaciones
Se puede acceder a través de la carretera PP-9832, que enlaza a la entrada de Perales con la carretera P-983. O bien, desde los caminos vecinales asfaltados que unen esta localidad con las aledañas de San Cebrián de Campos y Villoldo.